# Sneep (dier)
De sneep (Chondrostoma nasus) is een vis uit de familie van de karperachtigen. De soort komt voor in de middenlopen van rivieren.

## Ecologie
De sneep leeft in scholen daar waar het water schoon is en waar afwisseling is tussen diep en ondiep water en variatie in stroming. De sneep leeft van algen die op stenen en andere obstakels in het water groeien. De oevers moeten daarom veel variatie in vorm hebben voor zowel voedsel zoeken als voor schuilgelegenheid. Een schone zand- of grindbodem is nodig om boven te paaien. Grootste knelpunt was de kanalisatie van de Maas en de vermesting en chemische vervuiling van het water.

## Voorkomen
De sneep was in het begin van vorige eeuw  vrij talrijk in de Maas en andere grote rivieren. De sneep is de afgelopen decennia met meer dan een factor tien (90%) achteruitgegaan. Waarschijnlijk  bleef er, ook in de jaren zestig en zeventig, een paaiende populatie in de Maas. De meeste vangsten van de sneep tussen 1980 en 1995 komen uit de Maas, maar er zijn ook zeer incidentele vangsten in de grote rivieren en het IJsselmeer. In totaal zijn er 27 vijf-bij- vijfkilometerhokken met waarnemingen van de sneep, veel minder dan van de barbeel. Ook het aantal vangsten is meer dan 50% lager. Uit monitoringsonderzoek van het toenmalige Rijksinstituut voor Visserijonderzoek tussen 1986 en 1996 bleek geen opvallende toename in de benedenrivieren.

## Maatregelen
Maatregelen die het voorkomen van de sneep bevorderen zijn het aanbrengen van schone grindbeddingen in de Grensmaas, het opheffen van barrières bij stuwen en de aanleg van nevengeulen die als opgroeigebieden kunnen dienen. Beken die uitmonden op de grote rivieren zouden beter toegankelijk moeten worden gemaakt. Afvalwater dient te worden gezuiverd voor men het op de Maas loost.
De sneep staat in de Visserijwet, waarbij een minimummaat geldt van 30 cm, maar geen gesloten tijd. De sneep is een bedreigde soort op de Nederlandse  Rode Lijst en in de bijlage 3 van de  Conventie van Bern. Op de internationale Rode Lijst van de IUCN staat de sneep als 'near threatened' (gevoelig).